# 普多日
61°48′N 36°32′E / 61.800°N 36.533°E
普多日（俄语：Пу́дож）是俄羅斯卡累利阿共和國東南部的一個城市，位於沃德拉河畔，距彼得羅扎沃茨克以東352公里。2002年人口10,632人。
1382年建立，1785年設市。